# Gospel africain
 (mai 2013).
Si vous disposez d'ouvrages ou d'articles de référence ou si vous connaissez des sites web de qualité traitant du thème abordé ici, merci de compléter l'article en donnant les références utiles à sa vérifiabilité et en les liant à la section « Notes et références ».
Le gospel africain connaît un succès sans précédent aujourd’hui sur tout le continent et fait même l’objet d’un festival au Bénin. Il est très présent dans tous les pays christianisés et tout particulièrement en Afrique australe où des artistes comme la sud-africaine Rebecca Malope connaissent une carrière internationale.

## Sources
- Le gospel africain